# Соната для фортепиано № 25 (Бетховен)
Соната для фортепиано № 25 соль мажор, опус 79, была написана Бетховеном, вероятно, в 1809 году и опубликована в 1810 году без посвящения. Сам композитор указывал на то, что соната очень короткая, а в нескольких изданиях она указана как сонатина. Произведение настолько нетипично для этого периода творчества Бетховена, что многие исследователи подвергали сомнению время его написания. Сонату прозвали «Kuckuckssonate», из-за специфической музыки, напоминающей кукование кукушки, в разработке первой части.

## Структура
Соната для фортепиано № 25 Бетховена состоит из трёх частей: 1) Presto alia tedesca, 2) Andante, 3) Vivace.
В основу главной темы первой части сонаты Presto alia tedesca, G-dur, положена мелодия и ритмика народных немецких танцев.
Вторая часть сонаты Andante, g-moll, наоборот, спокойная и лирическая.
В третьей части сонаты Vivace, G-dur, вновь гремит танцевальная музыка, целостно замыкая сонату, насыщенную фольклорными мотивами.
Эти элементы немецкой народной музыки в творчестве Бетховена во многом созвучны с политической обстановкой того времени, с ростом национального самосознания немецкой нации.